# アンドレス・マヌエル・ロペス・オブラドール
アンドレス・マヌエル・ロペス・オブラドール（スペイン語: Andrés Manuel López Obrador, スペイン語発音: [anˌdɾes maˈnwel ˈlopes oβɾaˈðoɾ] ( 音声ファイル), 1953年11月13日 - ）は、メキシコの政治家。同国第65代大統領。
通称はイニシャルであるAMLO（アムロ）。中道左派または左翼政党民主革命党（PRD）に所属していたが、2012年9月に離党し、2014年に新しい左派政党である国家再生運動(Morena)を立ち上げた。2015年の中間選挙で民主革命党は大敗し、かわって国家再生運動が躍進した。国家再生運動は労働党及び社会結集党との政党連合フントス・アレモス・イストリア（我らは共に歴史を築く）を立ち上げ、ロペス・オブラドールを代表に2018年メキシコ大統領選挙で勝利し、2018年12月1日に彼が同国大統領に就任した。

## 歩み
1953年にタバスコ州で生まれ、首都・メキシコシティのメキシコ国立自治大学（UNAM）卒業、1970年代に当時の支配政党制度的革命党（PRI）に入党し、1976年に詩人で上院議員のカルロス・ペリセールの選挙運動に参加したことから政界入りする。
タバスコ州の先住民チョンタルパ族の支援活動や首都メキシコ市の消費者教育の促進運動を経て、1988年にクアウテモク・カルデナス大統領候補の民主化運動に参加してPRIを離党し、国民民主戦線（FDN）からタバスコ州知事に立候補したが落選した。
1989年、FDNが民主革命党（PRD）に改名すると、タバスコ州委員長に就任、1996年には全国委員長に就任。2000年、メキシコシティ市長に当選し、以後中央政府のフォックス大統領と激しく対立するも、メキシコ市住民の圧倒的な支持を集める。
2006年の大統領選に出馬を表明し、選挙準備のため2005年7月メキシコシティ市長を辞任した。個人的人気が極めて高く、大統領当選が最有力視されていたが、選挙直前にフォックス大統領を罵倒した言葉が強い批判を浴びて支持率が急落し、2006年7月2日に行われた大統領選挙において、得票率35.3%あまり、わずか0.6ポイント足らずの僅差で対立候補フェリペ・カルデロン（国民行動党<PAN>）に敗れた。2012年7月の大統領選挙にもPRDの候補として出馬したが、PRIのペニャニエト候補に8％以上の差をつけられて敗北した。
2018年7月1日投開票の大統領選挙ではPRDから分裂して結成された国民再生運動（Morena）の候補として出馬。本格的な選挙運動が開始される直前の3月末に行われた世論調査では支持率で2位の候補の大差をつけており、本戦でも半数を超える票を獲得し勝利した。12月1日に就任した。

## 大統領としての活動
2018年に大統領に就任すると、国営石油企業であるペメックスの規律強化に乗り出した。ペメックスでは、職員と地方の土着政治家、麻薬カルテルらが結び付き、年間663億ペソ（約3700億円）もの石油製品が横流しされており問題となっていた。対策の成果は、2019年1月にかけて横流し品に頼っていた石油供給ルートが遮断され、大規模なガソリン不足が発生したことにより、目に見える形で明らかになった。
2020年9月に歴代の大統領を訴追の対象に含めることの是非を問う国民投票を実施することを表明し、同年10月に連邦議会で投票実施が承認された。しかしメキシコに過去の大統領経験者を訴追の対象外とする法令はなく、あくまで慣例的なものであったことから野党の弱体化を狙った政治的な宣伝色の強いものとの批判もあった。事実ロペス・オブラドールは当初、国民投票では訴追対象に含める過去の大統領を1988年から2018年までの間に務めたゴルタリ、セディージョ、ケサーダ、カルデロン、ペーニャ・ニエトの5人と指定しようとしていたが、最高裁判所の判断で実際の質問内容には具体名は含まれなかった。2021年8月1日の国民投票では9割前後の賛成を得たが、先述のような批判もあり投票率は7％台にとどまった。
大統領選挙において任期中に大統領の信任投票を実施する公約を実現するため、2019年に国民投票制度を導入。大統領への反対票が過半数かつ投票率が有権者の40％を超えた場合は解任できることとなった。2022年4月10日に国民投票が執行されたが、野党からはロペス・オブラドールの支持率を示すためのものとして資金の無駄遣いとの批判があり、ボイコットが呼びかけられていたこともありロペス・オブラドールの任期満了までの続投に91.86％が賛成が集まったが投票率は17.78％と低迷した。
任期中に麻薬カルテルの取り締まりに積極的ではなかったと報道されている。政権が発足した年の恐喝事件の被害者数は約7000人であったが、2022年には過去最高となる約11000人を記録した。

## その他
- 大統領就任式には愛車のフォルクスワーゲン・ジェッタを使用した。